# Enrique Fernández de Heredia
Enrique Fernández de Heredia y Gaztañaga fue militar español que participó en la Guerra civil.

## Biografía
Fernández de Heredia era un militar de carrera. En 1932 formó parte de la misión militar que fue enviada a Bolivia, permaneciendo en el país durante un año como instructor de las Fuerzas armadas bolivianas. En julio de 1936, al estallido de la Guerra civil, era comandante de artillería en Madrid y se mantuvo fiel a la República.
Ascendido poco después a Teniente coronel, durante la contienda ocupó el mando de varias unidades militares: la 3.ª División o el XVIII Cuerpo de Ejército, cuyo mando asumió tras el final de la Batalla de Brunete. En diciembre de 1937 se encontraba destinado en el Frente de Teruel al frente del XVIII Cuerpo de Ejército, preparado para participar en una ofensiva contra la ciudad. El 24 de diciembre fue ascendido por el general Rojo al rango de coronel en reconocimiento a su éxito al cercar la ciudad.  En abril de 1938 cedió el mando del XVIII Cuerpo de Ejército a José del Barrio Navarro.

## Obras
- —— (1935). Un año de misión en Bolivia. Librería internacional de Romo: Bolivia.